# Archidiecezja Damaszku (syryjska)
Archidiecezja Damaszku (łac. Archidioecesis Damascenus Syrorum) – archidiecezja Kościoła katolickiego obrządku syryjskiego w Syrii, podległa bezpośrednio syryjskokatolickiemu patriarsze Antiochii. Została ustanowiona w 1633 roku. 